# Damernas barr i gymnastik vid olympiska sommarspelen 1984
Damernas barr i gymnastik vid olympiska sommarspelen 1984 avgjordes den 30 juli-1 augusti i Los Angeles.

## Medaljörer
| Gren          | Guld                  | Silver       | Brons               |
| Damernas barr | Ma Yanhong Kina       | Ingen utsedd | Mary Lou Retton USA |
| Damernas barr | Julianne McNamara USA | Ingen utsedd | Mary Lou Retton USA |

## Resultat
| Placering | Gymnast                 | C     | O      | Kval  | Final  | Totalt |
| --------- | ----------------------- | ----- | ------ | ----- | ------ | ------ |
|           | Ma Yanhong (CHN)        | 9,900 | 10,000 | 9,950 | 10,000 | 19,950 |
|           | Julianne McNamara (USA) | 9,900 | 10,000 | 9,950 | 10,000 | 19,950 |
|           | Mary Lou Retton (USA)   | 9,800 | 9,900  | 9,850 | 9,950  | 19,800 |
| 4         | Mihaela Stănuleț (ROU)  | 9,700 | 9,800  | 9,750 | 9,900  | 19,650 |
| 5         | Romi Kessler (SUI)      | 9,600 | 9,750  | 9,575 | 9,750  | 19,425 |
| 6         | Zhou Ping (CHN)         | 9,550 | 9,650  | 9,600 | 9,750  | 19,350 |
| 7         | Noriko Mochizuki (JPN)  | 9,300 | 9,750  | 9,525 | 9,800  | 19,325 |
| 7         | Lavinia Agache (ROU)    | 9,850 | 9,550  | 9,700 | 9,450  | 19,150 |